# Nitocris Ire
Pour les articles homonymes, voir Nitocris (homonymie).
Nitocris Ire ou Chepenoupet III est divine adoratrice d'Amon de (-656) -640 à -586 sous la XXVIe dynastie.
Elle est la fille du roi saïte Psammétique Ier. À partir de -656, elle partage la fonction avec Chepenoupet II qui l’avait adoptée et Amenardis II (XXVe dynastie) à qui elle succède et en -595 avec Ânkhnesnéferibrê .

## Sépulture
Elle bénéficie d'un lieu de culte funéraire dans l'enceinte de Médinet Habou qui est associée à celle de sa mère, la reine Mehetenousékhet. Elle apparaît aussi sur des reliefs dans le secteur Karnak Nord.